# Kaspar Meglinger

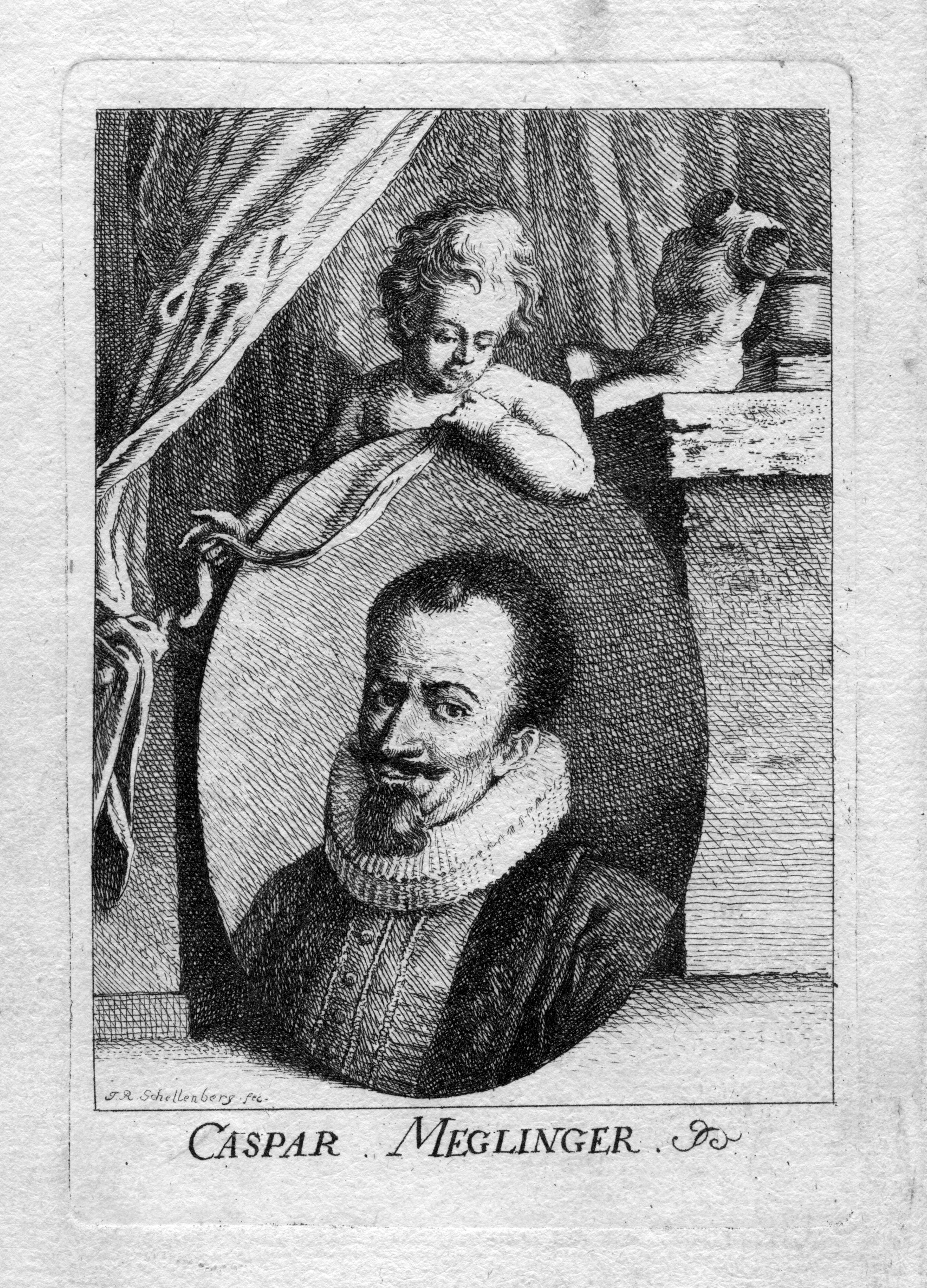
Kaspar Meglinger (durch Johann Rudolf Schellenberg)

Kaspar Meglinger (* 16. August 1595 in Luzern; † um 1670 ebenda) war ein Schweizer Maler.

## Leben
Meglinger wurde 1595 als Sohn des Steinmetzen und Bildhauers Michael Meglinger und dessen Frau Verena geboren. Ab 1609 besuchte er das Jesuitengymnasium Luzern und absolvierte danach eine Lehre bei dem Maler Jakob von Wyl.
1620 heiratete er nur ein Jahr nach dem Tod seines Lehrmeisters dessen Witwe Katharina und übernahm auch das Atelier. 1622 trat er der Gesellschaft zum Fritschi bei, der Luzerner Gesellschaft der Steinmetze und Maler. 1630 war er als Pfleger der Lukasbruderschaft sowie 1647 bis 1655 als Sust- und Waagemeister tätig. 1633 heiratete er ein zweites Mal, nachdem seine erste Frau bei der Geburt des siebten Kindes gestorben war.

## Werk

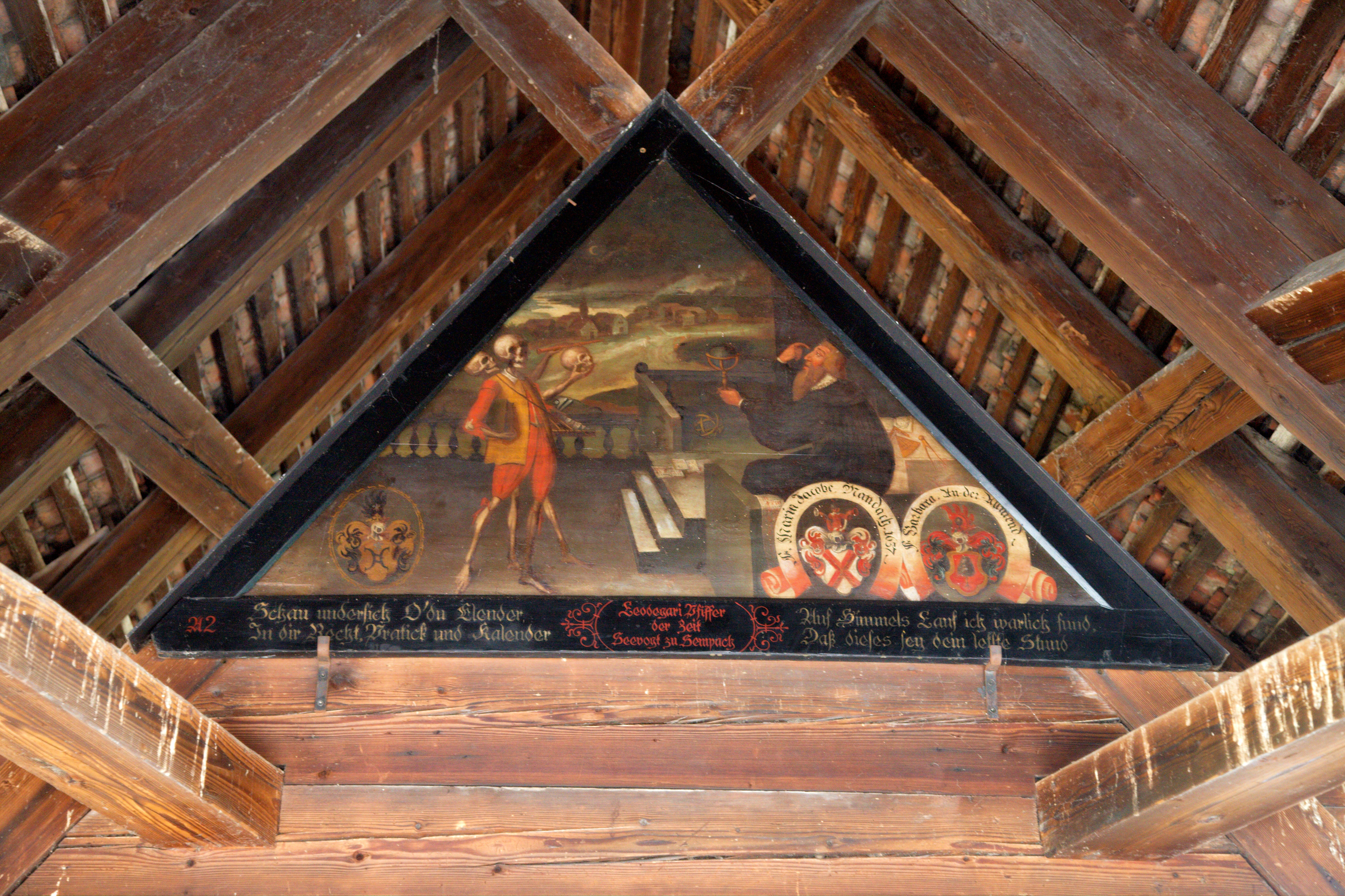
Eine der Tafeln des Totentanz-Zyklus auf der Spreuerbrücke in Luzern.

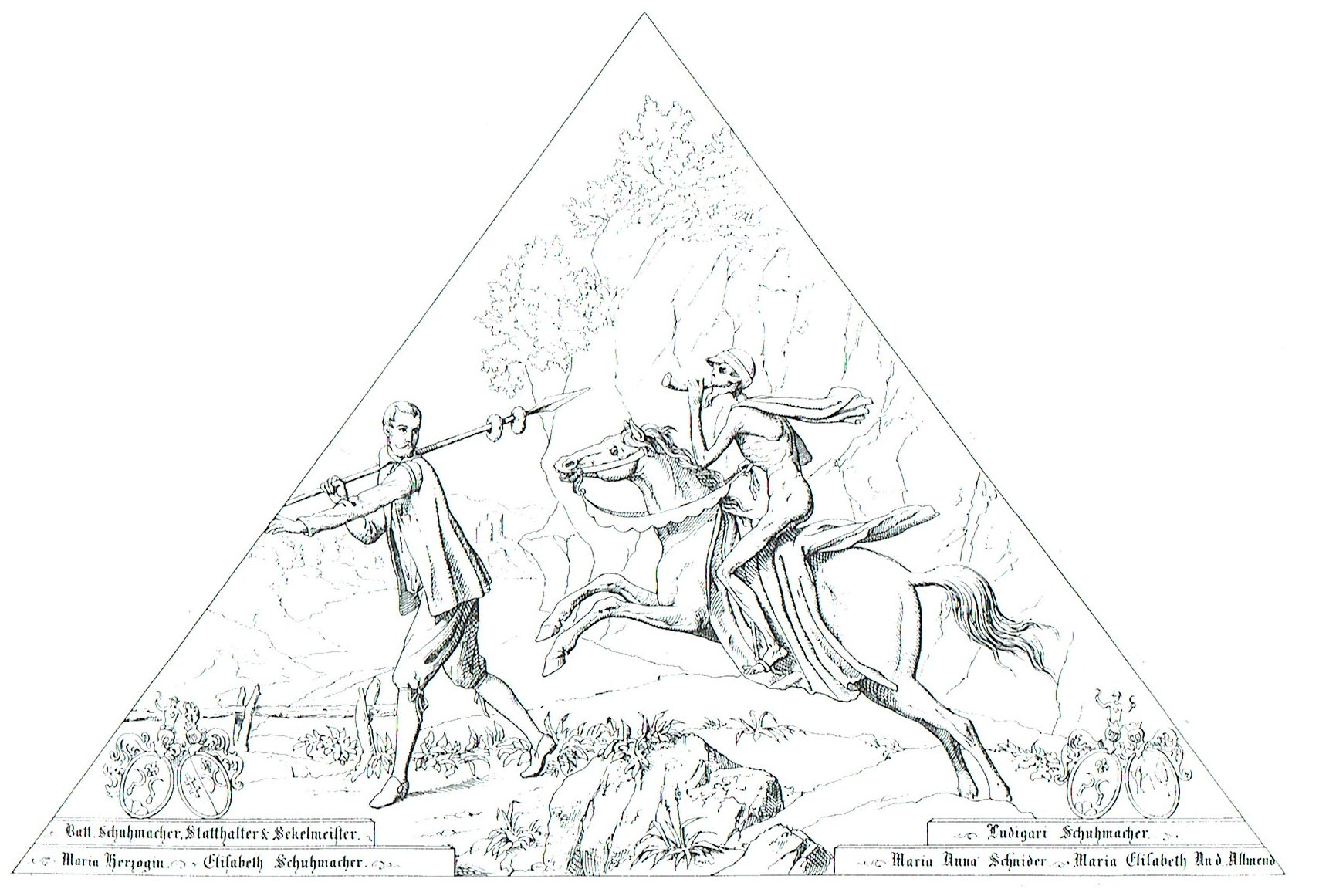
Spreuerbrücke Tafel 60, Der Bote (Original verschollen)

Meglingers Werk umfasst rund 150 Einzelbilder, die vor allem zwischen 1616 und 1645 entstanden sind. Als Maler trat Meglinger erstmals 1616 in Erscheinung. Über das Spätwerk des Meisters ist so gut wie nichts bekannt, doch er gilt als bedeutender Maler der Zentralschweiz zwischen 1620 und 1660. Zu den wichtigsten Werken des Malers gehören die ursprünglich 72 Tafeln des Totentanzzyklus für die Spreuerbrücke in Luzern. Der Maler betätigte sich auch als Fassmaler, bemalte Plastiken und führte dekorative Malereien aus, unter anderem in der Luzerner Hofkirche, dem Kreuzgang im Kloster Werthenstein und Wallfahrtskirche Hergiswald.
Zu den wichtigsten Werken Meglingers gehören:
- Hl. Eligius in der Kaplanei Gormund (Gemeinde Neudorf).
- 1626–1637 Tafeln des Totentanzzyklus für die Spreuerbrücke in Luzern
- 1624–1634 zwölfteiliger Zyklus und Hochaltar in der Wallfahrtskirche Adelwil (Gemeinde Neuenkirch) entstandener Zyklus, der in je zwölf Teilen die Geschichte des hl. Gallus und der Hl. Einbeth erzählt.
- 1635 Gedenkbild zur Gründung von Kloster Werthenstein
- 1644 Bildnisse des städt. Bauherren Ludwig Meyer und des Architekten Jakob Kurrer, sowie drei Altarbilder des hl. Mauritius, des hl. Leodegar und des hl. Benedikt
- um 1642/43 Altarblätter im Kreuzgang des Franziskanerklosters Luzern
- 1656 Spruchbilder im Kloster Magdenau
- Porträt auf dem Totenbett von Jost Knab in St. Leodegar im Hof in Luzern